# Ron Jones (Snookerspieler)
Ron Jones (* 2. Januar 1943; † 16. April 2024) war ein walisischer Snookerspieler, der je zwei Mal die Senioren-Europameisterschaft und die walisische Meisterschaft gewann.

## Karriere
Jones stammte aus den South Wales Valleys. In den 1980er Jahren nahm Jones erstmals an walisischen Snookerturnieren teil. Zu seinen ersten großen Erfolgen zählte eine Viertelfinalteilnahme bei der walisischen Meisterschaft 1985 und eine Halbfinalteilnahme bei den Pontins Spring Open 1986. 1988 wurde er walisischer Vize-Meister, als er im Finale der Meisterschaft Paul Dawkins unterlag. Dieses Ergebnis bescherte ihm aber immerhin sein Debüt auf internationalem Parkett: Bei der Amateurweltmeisterschaft 1988 schaffte er es bis ins Viertelfinale, bevor er gegen James Wattana verlor. Zwei Jahre später kürte er sich mit einem Finalsieg über Robert Harrhy erstmals zum walisischen Meister. Die anschließende Teilnahme an der Amateurweltmeisterschaft endete diesmal mit einer Achtelfinalniederlage gegen den Norweger Bjørn L’Orange. 1991 nahm er zum einzigen Male in seiner Karriere an einem professionellen Turnier teil: Beim Herrenwettbewerb des World Masters verlor er seine Partie in der Runde der letzten 128 gegen Willie Thorne, einen Spieler der erweiterten Weltspitze.
1992 gewann Jones seinen zweiten walisischen Meistertitel. Erneut schaffte er es bei der folgenden Amateurweltmeisterschaft bis ins Achtelfinale, wo er diesmal gegen Tai Pichit verlor. Bis 1998 gelangen ihm drei weitere Finalteilnahmen bei der walisischen Meisterschaft, er verlor allerdings alle drei Endspiele, unter anderem gegen den späteren Spitzenspieler Ryan Day. Infolgedessen nahm er in dieser Zeit auch regelmäßig an internationalen Turnieren teil. Bei generell konstant bleibenden Ergebnissen konnte er 1994 sowohl bei der Europameisterschaft als auch bei der Weltmeisterschaft das Viertelfinale erreichen. Weitere Erfolge feierte er bei der britischen CIU Snooker Championship. Bei drei Finalteilnahmen konnte er das Turnier ein Mal gewinnen, weitere Erfolge feierte er mit seinem Verein. Ab 1999 nahm er nur zwei weitere Male an der walisischen Meisterschaft teil, beide Male war bereits in der Runde der letzten 64 Schluss. Derweil entdeckte Jones das Ü40-Snooker für sich. In den 2000ern stand er so dreimal im Finale der Senioren-Europameisterschaft und konnte zwei Mal gewinnen, drei weitere Male reichte es immerhin fürs Halbfinale. Auch an der Senioren-Weltmeisterschaft nahm Jones teil, allerdings mit etwas weniger Erfolg als beim europäischen Pendant.
Erst mit Beginn der 2010er-Jahre verabschiedete sich Jones von der internationalen Bühne. Dem walisischen Snooker blieb er aber erhalten, sowohl im Senioren-Snooker als auch im Vereinssnooker mit seinem Verein aus Abertysswg (bei Caerphilly). Je nach Angabe lebte Jones entweder dort oder aber im nahen Rhymney. Er starb am 16. April 2024 im Alter von 81 Jahren.

## Erfolge (Auswahl)
| Ausgang         | Jahr | Turnier                                  | Finalgegner   | Ergebnis |
| --------------- | ---- | ---------------------------------------- | ------------- | -------- |
| Amateurturniere |      |                                          |               |          |
| Zweiter         | 1988 | Walisische Snooker-Meisterschaft         | Paul Dawkins  | 3:8      |
| Sieger          | 1990 | Walisische Snooker-Meisterschaft         | Robert Harrhy | 8:3      |
| Sieger          | 1992 | Walisische Snooker-Meisterschaft         | John Mills    | 8:6      |
| Zweiter         | 1994 | Walisische Snooker-Meisterschaft         | Elfed Evans   | 4:8      |
| Zweiter         | 1996 | Walisische Snooker-Meisterschaft         | David Bell    | 5:8      |
| Zweiter         | 1998 | Walisische Snooker-Meisterschaft         | Ryan Day      | 4:8      |
| Sieger          | 2002 | EBSA-Senioren-Snookereuropameisterschaft | Eugene Hughes | 6:1      |
| Sieger          | 2003 | EBSA-Senioren-Snookereuropameisterschaft | Joe Delaney   | 6:4      |
| Zweiter         | 2004 | EBSA-Senioren-Snookereuropameisterschaft | Alan Trigg    | 4:6      |